# 影万里江
影 万里江（かげ まりえ、本名：鹿毛マリエ、1935年〈昭和10年〉7月19日 - 1981年〈昭和56年〉2月28日）は、日本の元女優。劇団四季に所属していた。グループ・てえぶらにも所属していた。

## 来歴
東京出身。富山県立泊高等学校卒業後、NHK富山放送劇団員、松竹大船を経て1957年に劇団四季へ入団。『オンディーヌ』のオンディーヌ役や『ハムレット』のオフィリア役などで人気を博し、同劇団の主演女優として活動する。のちに劇団四季の主宰者・浅利慶太の二度目の妻となり、離婚後も浅利とのパートナー関係を生涯続けた。
その後も四季のみならず内外で活動していたが、1981年、手話劇『ちいさき神の作りし子ら』の稽古中に脳腫瘍のため入院したが、1981年2月28日に死去。45歳没。前述の手話劇初日の5日前だった。
墓は谷中霊園にあり、前夫・浅利の実家の墓（浅利の実父で元俳優三田英児こと浅利鶴雄らと一緒）に葬られた。ちなみに墓碑には名前は「影万里江（浅利マリエ）」と、影の人生については「嵐のような生涯」だったと刻まれている。
実弟に元NHKアナウンサーの小谷伝、姪にキャスターの小谷真生子、姉（鹿毛チヅコ）の夫に松竹の男優・川喜多雄二がいる。

## 出演

### 映画
- オーケストラの姉妹（1957年、松竹）
- 嵐の中の抱擁 おもかげは遥かなり（1957年、松竹）

### テレビドラマ
- ダイヤル110番（1957年、日本テレビ）
- キンピラ先生青春記（1957年 - 1958年、TBS）
- 誰か夢なき（1961年、日本テレビ）
- 事件記者（1964年、NHK）
- ザ・ガードマン 第81話「殺意の影」（1966年、TBS / 大映テレビ室）
- ブラックチェンバー 第8話「影の殺人者」（1969年、CX / 東映）
- 女人平家（1971年 - 1972年、朝日放送 / 京都映画）- 平滋子 役
- 非情のライセンス 第2シリーズ 第7話「兇悪の黒い天使」（1974年、NET / 東映）- 上坂晶 役
- 悪女について（1978年、テレビ朝日）- 主演・富小路公子 役

### 吹き替え
- おとぎの国「ラプンツェル」（ラプンツェル / キャロル・リンレイ）- （NHK、1961年）
- 逃亡者 (1963年のテレビドラマ) - （TBS、1964年）
  - 第25話「忘れ得ぬ顔」（ソフィー / マデリン・ルー）
  - 第45話「消された終止符」（エイミー / バーバラ・バリー）
- 花嫁の父 テレビシリーズ（キャサリン"ケイ"・バンクス / マーナ・フェイ） - （NHK、1962年）
- 探偵キャノン「偽りの善意」（アン / クリスチン・ベルファース） - （NHK、1976年）

### その他のテレビ番組
- 遠くへ行きたい（日本テレビ系）